# 't Beest
 't Beest is een gebouw te Goes, in de Nederlandse provincie Zeeland, gelegen aan Beestenmarkt 3.

## Geschiedenis
In Goes bestond een Latijnse school, welke vanouds verbonden was aan het klooster der Kruisbroeders, dat in 1429 was gesticht. In 1554 werd het gedeeltelijk verwoest ten gevolge van een stadsbrand, waarna herbouw volgde. In 1614 was de Latijnse school gevestigd aan de Kreukelmarkt 9, waarvan een poortje aldaar nog getuigt. Van 1630-1788 was de Latijnse school gevestigd in het huidige pand 't Beest.
Sedert 1980 is in het pand een cultuurcentrum gevestigd.

## Cultuurcentrum
Podium 't Beest is een concertzaal, theater- en filmhuis dat vooral geschikt is voor kleinschaliger producties. 't Beest ontstond in 1980 als jongerencentrum met een concertzaal. In 1996 werd bij een verbouwing de zaal uitgebreid en vinden er ook theatervoorstellingen plaats met nadruk op jeugdtheater. Het filmhuis heeft een eigen zaal met 65 zitplaatsen.
Tussen 2009 en 2011 is 't Beest gefuseerd geweest met het grotere theater de Mythe in Goes. Dit laatste kwam in juli 2011 echter bij een nieuwe exploitant terecht, waar 't Beest niet goed bij paste, waarop 't Beest weer werd verzelfstandigd. In 2016-2017 werd 't Beest verbouwd, kreeg het poppodium een vast podium, een balkon en een uitgebreide bar en werd de filmzaal vergroot tot 79 plaatsen.